# Priscula piedraensis
Priscula piedraensis là một loài nhện trong họ Pholcidae. Loài này được phát hiện ở Venezuela.